# 台灣的大麻

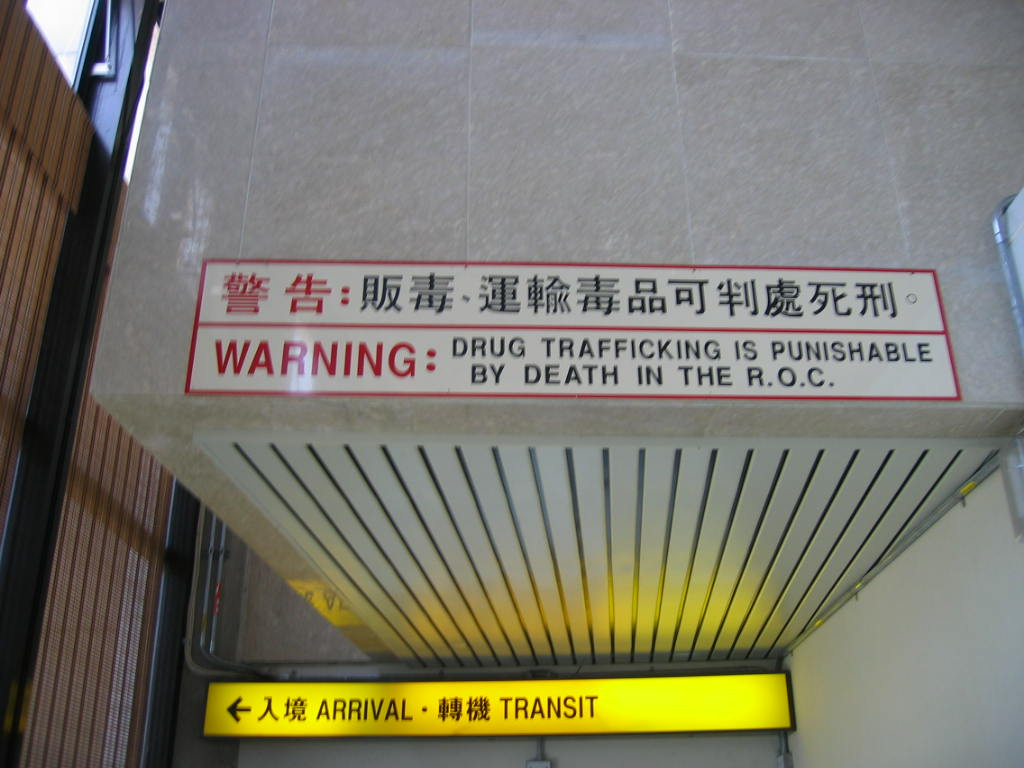
台湾桃園國際機場关于贩毒的警示牌

大麻在台灣是非法的。中华民国《毒品危害防制條例》將其列為第二級毒品。製造、運輸、販賣第二級毒品者，可判处無期徒刑或十年以上有期徒刑，得併科新台幣一千五百萬元以下罰金。不过台湾一直有相关人士提议将其合法化。

## 支持大麻合法化的人與團體
- 謝和弦
- 李菁琪
- 台灣綠黨
- 朱翊銘 (台灣)